# Giro d’Italia 2023
Giro d’Italia 2023 var den 106:e upplagan av det italienska etapploppet Giro d’Italia. Cykelloppets 21 etapper kördes mellan den 6 och 28 maj 2023 med start i Fossacesia och målgång i Rom. Loppet var en del av UCI World Tour 2023 och vanns av slovenska Primož Roglič från cykelstallet Jumbo–Visma.

## Deltagande lag
| WorldTeams (18)- AG2R Citroën Team - Soudal Quick-Step - Ineos Grenadiers - Intermarché-Circus-Wanty - Alpecin-Deceuninck - Astana Qazaqstan Team - Bahrain Victorious - Bora-Hansgrohe - Cofidis - EF Education-EasyPost - Groupama-FDJ - Jumbo-Visma - Movistar Team - Arkéa-Samsic - Team DSM - Team Jayco AlUla - Trek-Segafredo - UAE Team Emirates ProTeams (4)- Eolo-Kometa - Green Project-Bardiani CSF-Faizanè - Israel-Premier Tech - Team Corratec-Selle Italia |
| |

## Etapper
| Etapp | Datum  | Start – mål                         | type        | Distans (km) | Höjdskillnad (m) | Etappvinnare           | Totalledare        |
| ----- | ------ | ----------------------------------- | ----------- | ------------ | ---------------- | ---------------------- | ------------------ |
| 1     | 6 maj  | Fossacesia – Ortona                 | Tempoetapp  | 19,6         | 100 m            | Remco Evenepoel        | Remco Evenepoel    |
| 2     | 7 maj  | Teramo – San Salvo                  | Flack etapp | 202          | 1 400 m          | Jonathan Milan         | Remco Evenepoel    |
| 3     | 8 maj  | Vasto – Melfi                       |             | 216          | 1 400 m          | Michael Matthews       | Remco Evenepoel    |
| 4     | 9 maj  | Venosa – Laceno                     | Kuperat     | 175          | 3 500 m          | Aurélien Paret-Peintre | Andreas Leknessund |
| 5     | 10 maj | Atripalda – Salerno                 |             | 171          | 2 400 m          | Kaden Groves           | Andreas Leknessund |
| 6     | 11 maj | Neapel – Neapel                     |             | 162          | 2 800 m          | Mads Pedersen          | Andreas Leknessund |
| 7     | 12 maj | Capua – Gran Sasso                  | Bergsetapp  | 218          | 3 900 m          | Davide Bais            | Andreas Leknessund |
| 8     | 13 maj | Terni – Fossombrone                 |             | 207          | 2 500 m          | Ben Healy              | Andreas Leknessund |
| 9     | 14 maj | Savignano sul Rubicone – Cesena     | Tempoetapp  | 35           | 50 m             | Remco Evenepoel        | Remco Evenepoel    |
|       | 15 maj | Vilodag                             | Vilodag     |              |                  |                        |                    |
| 10    | 16 maj | Scandiano – Viareggio               |             | 196          | 2 600 m          | Magnus Cort            | Geraint Thomas     |
| 11    | 17 maj | Camaiore – Tortona                  | Flack etapp | 219          | 2 100 m          | Pascal Ackermann       | Geraint Thomas     |
| 12    | 18 maj | Bra – Rivoli                        |             | 179          | 2 300 m          | Nico Denz              | Geraint Thomas     |
| 13    | 19 maj | Borgofranco d'Ivrea – Crans-Montana | Bergsetapp  | 74,6         | 2 500 m          | Einer Rubio            | Geraint Thomas     |
| 14    | 20 maj | Sierre – Cassano Magnago            |             | 193          | 1 600 m          | Nico Denz              | Bruno Armirail     |
| 15    | 21 maj | Seregno – Bergamo                   | Bergsetapp  | 195          | 3 600 m          | Brandon McNulty        | Bruno Armirail     |
|       | 22 maj | Vilodag                             | Vilodag     |              |                  |                        |                    |
| 16    | 23 maj | Sabbio Chiese – Monte Bondone       | Bergsetapp  | 203          | 5 200 m          | João Almeida           | Geraint Thomas     |
| 17    | 24 maj | Pergine Valsugana – Caorle          | Flack etapp | 195          | 300 m            | Alberto Dainese        | Geraint Thomas     |
| 18    | 25 maj | Oderzo – Val di Zoldo               | Kuperat     | 161          | 3 700 m          | Filippo Zana           | Geraint Thomas     |
| 19    | 26 maj | Longarone – Tre Cime di Lavaredo    | Bergsetapp  | 183          | 5 400 m          | Santiago Buitrago      | Geraint Thomas     |
| 20    | 27 maj | Tarvisio – Monte Lussari            |             | 18,6         | 1 050 m          | Primož Roglič          | Primož Roglič      |
| 21    | 28 maj | Rom – Rom                           | Flack etapp | 126          | 500 m            | Mark Cavendish         | Primož Roglič      |

## Resultat

### Sammanlagt
| \| Totaltävlingen \| Totaltävlingen \| Totaltävlingen \| Totaltävlingen \| Totaltävlingen \| \| Cyklist \| Cyklist \| Lag \| Tid \| \| \| -------------- \| ------------------ \| ------------------ \| -------------- \| -------------- \| \| 1. \| Primož Roglič \| Jumbo-Visma \| 85t 29' 02" \| \| \| 2. \| Geraint Thomas \| Ineos Grenadiers \| + 14" \| \| \| 3. \| João Almeida \| UAE Team Emirates \| + 1' 15" \| \| \| 4. \| Damiano Caruso \| Bahrain Victorious \| + 4' 40" \| \| \| 5. \| Thibaut Pinot \| Groupama-FDJ \| + 5' 43" \| \| \| 6. \| Thymen Arensman \| Ineos Grenadiers \| + 6' 05" \| \| \| 7. \| Edward Dunbar \| Team Jayco AlUla \| + 7' 30" \| \| \| 8. \| Andreas Leknessund \| Team DSM \| + 7' 31" \| \| \| 9. \| Lennard Kämna \| Bora-Hansgrohe \| + 7' 46" \| \| \| 10. \| Laurens De Plus \| Ineos Grenadiers \| + 9' 08" \| \| |                    |                    |             |
| |                    |                    |             |
| Källa: ProCyclingStats |                    |                    |             |
| Totaltävlingen |                    |                    |             |
| Cyklist | Cyklist            | Lag                | Tid         |
| 1. | Primož Roglič      | Jumbo-Visma        | 85t 29' 02" |
| 2. | Geraint Thomas     | Ineos Grenadiers   | + 14"       |
| 3. | João Almeida       | UAE Team Emirates  | + 1' 15"    |
| 4. | Damiano Caruso     | Bahrain Victorious | + 4' 40"    |
| 5. | Thibaut Pinot      | Groupama-FDJ       | + 5' 43"    |
| 6. | Thymen Arensman    | Ineos Grenadiers   | + 6' 05"    |
| 7. | Edward Dunbar      | Team Jayco AlUla   | + 7' 30"    |
| 8. | Andreas Leknessund | Team DSM           | + 7' 31"    |
| 9. | Lennard Kämna      | Bora-Hansgrohe     | + 7' 46"    |
| 10. | Laurens De Plus    | Ineos Grenadiers   | + 9' 08"    |

### Övriga tävlingar
| Poängtävlingen | Poängtävlingen   | Poängtävlingen        | Poängtävlingen | Poängtävlingen |
| Cyklist        | Cyklist          | Lag                   | Poäng          |                |
| -------------- | ---------------- | --------------------- | -------------- | -------------- |
| 1.             | Jonathan Milan   | Bahrain Victorious    | 217 poäng      |                |
| 2.             | Derek Gee        | Israel-Premier Tech   | 164 poäng      |                |
| 3.             | Michael Matthews | Team Jayco AlUla      | 101 poäng      |                |
| 4.             | Mark Cavendish   | Astana Qazaqstan Team | 101 poäng      |                |
| 5.             | Pascal Ackermann | UAE Team Emirates     | 95 poäng       |                |
| 6.             | Toms Skujiņš     | Trek-Segafredo        | 91 poäng       |                |
| 7.             | Nico Denz        | Bora-Hansgrohe        | 77 poäng       |                |
| 8.             | Magnus Cort      | EF Education-EasyPost | 68 poäng       |                |
| 9.             | Alberto Dainese  | Team DSM              | 63 poäng       |                |
| 10.            | Primož Roglič    | Jumbo-Visma           | 56 poäng       |                |

| Poängtävlingen | Poängtävlingen   | Poängtävlingen        | Poängtävlingen | Poängtävlingen |
| Cyklist        | Cyklist          | Lag                   | Poäng          |                |
| -------------- | ---------------- | --------------------- | -------------- | -------------- |
| 1.             | Jonathan Milan   | Bahrain Victorious    | 217 poäng      |                |
| 2.             | Derek Gee        | Israel-Premier Tech   | 164 poäng      |                |
| 3.             | Michael Matthews | Team Jayco AlUla      | 101 poäng      |                |
| 4.             | Mark Cavendish   | Astana Qazaqstan Team | 101 poäng      |                |
| 5.             | Pascal Ackermann | UAE Team Emirates     | 95 poäng       |                |
| 6.             | Toms Skujiņš     | Trek-Segafredo        | 91 poäng       |                |
| 7.             | Nico Denz        | Bora-Hansgrohe        | 77 poäng       |                |
| 8.             | Magnus Cort      | EF Education-EasyPost | 68 poäng       |                |
| 9.             | Alberto Dainese  | Team DSM              | 63 poäng       |                |
| 10.            | Primož Roglič    | Jumbo-Visma           | 56 poäng       |                |

| Bergstävlingen | Bergstävlingen         | Bergstävlingen                     | Bergstävlingen | Bergstävlingen |
| Cyklist        | Cyklist                | Lag                                | Poäng          |                |
| -------------- | ---------------------- | ---------------------------------- | -------------- | -------------- |
| 1.             | Thibaut Pinot          | Groupama-FDJ                       | 237 poäng      |                |
| 2.             | Derek Gee              | Israel-Premier Tech                | 200 poäng      |                |
| 3.             | Ben Healy              | EF Education-EasyPost              | 164 poäng      |                |
| 4.             | Davide Bais            | Eolo-Kometa                        | 144 poäng      |                |
| 5.             | Einer Rubio            | Movistar Team                      | 118 poäng      |                |
| 6.             | Primož Roglič          | Jumbo-Visma                        | 86 poäng       |                |
| 7.             | Santiago Buitrago      | Bahrain Victorious                 | 82 poäng       |                |
| 8.             | Davide Gabburo         | Green Project-Bardiani CSF-Faizanè | 69 poäng       |                |
| 9.             | João Almeida           | UAE Team Emirates                  | 67 poäng       |                |
| 10.            | Aurélien Paret-Peintre | AG2R Citroën Team                  | 56 poäng       |                |

| Bergstävlingen | Bergstävlingen         | Bergstävlingen                     | Bergstävlingen | Bergstävlingen |
| Cyklist        | Cyklist                | Lag                                | Poäng          |                |
| -------------- | ---------------------- | ---------------------------------- | -------------- | -------------- |
| 1.             | Thibaut Pinot          | Groupama-FDJ                       | 237 poäng      |                |
| 2.             | Derek Gee              | Israel-Premier Tech                | 200 poäng      |                |
| 3.             | Ben Healy              | EF Education-EasyPost              | 164 poäng      |                |
| 4.             | Davide Bais            | Eolo-Kometa                        | 144 poäng      |                |
| 5.             | Einer Rubio            | Movistar Team                      | 118 poäng      |                |
| 6.             | Primož Roglič          | Jumbo-Visma                        | 86 poäng       |                |
| 7.             | Santiago Buitrago      | Bahrain Victorious                 | 82 poäng       |                |
| 8.             | Davide Gabburo         | Green Project-Bardiani CSF-Faizanè | 69 poäng       |                |
| 9.             | João Almeida           | UAE Team Emirates                  | 67 poäng       |                |
| 10.            | Aurélien Paret-Peintre | AG2R Citroën Team                  | 56 poäng       |                |

| Ungdomstävlingen | Ungdomstävlingen   | Ungdomstävlingen         | Ungdomstävlingen | Ungdomstävlingen |
| Cyklist          | Cyklist            | Lag                      | Tid              |                  |
| ---------------- | ------------------ | ------------------------ | ---------------- | ---------------- |
| 1.               | João Almeida       | UAE Team Emirates        | 85t 30' 17"      |                  |
| 2.               | Thymen Arensman    | Ineos Grenadiers         | + 4' 50"         |                  |
| 3.               | Andreas Leknessund | Team DSM                 | + 6' 16"         |                  |
| 4.               | Einer Rubio        | Movistar Team            | + 9' 28"         |                  |
| 5.               | Ilan Van Wilder    | Soudal Quick-Step        | + 10' 43"        |                  |
| 6.               | Santiago Buitrago  | Bahrain Victorious       | + 11' 06"        |                  |
| 7.               | Filippo Zana       | Team Jayco AlUla         | + 32' 07"        |                  |
| 8.               | Laurens Huys       | Intermarché-Circus-Wanty | + 51' 03"        |                  |
| 9.               | Brandon McNulty    | UAE Team Emirates        | + 1t 06' 28"     |                  |
| 10.              | Marco Frigo        | Israel-Premier Tech      | + 1t 23' 21"     |                  |

| Ungdomstävlingen | Ungdomstävlingen   | Ungdomstävlingen         | Ungdomstävlingen | Ungdomstävlingen |
| Cyklist          | Cyklist            | Lag                      | Tid              |                  |
| ---------------- | ------------------ | ------------------------ | ---------------- | ---------------- |
| 1.               | João Almeida       | UAE Team Emirates        | 85t 30' 17"      |                  |
| 2.               | Thymen Arensman    | Ineos Grenadiers         | + 4' 50"         |                  |
| 3.               | Andreas Leknessund | Team DSM                 | + 6' 16"         |                  |
| 4.               | Einer Rubio        | Movistar Team            | + 9' 28"         |                  |
| 5.               | Ilan Van Wilder    | Soudal Quick-Step        | + 10' 43"        |                  |
| 6.               | Santiago Buitrago  | Bahrain Victorious       | + 11' 06"        |                  |
| 7.               | Filippo Zana       | Team Jayco AlUla         | + 32' 07"        |                  |
| 8.               | Laurens Huys       | Intermarché-Circus-Wanty | + 51' 03"        |                  |
| 9.               | Brandon McNulty    | UAE Team Emirates        | + 1t 06' 28"     |                  |
| 10.              | Marco Frigo        | Israel-Premier Tech      | + 1t 23' 21"     |                  |

| Lagtävlingen | Lagtävlingen          | Lagtävlingen | Lagtävlingen |
| Lag          | Lag                   | Tid          |              |
| ------------ | --------------------- | ------------ | ------------ |
| 1.           | Bahrain Victorious    | 256t 21' 18" |              |
| 2.           | Ineos Grenadiers      | + 16' 22"    |              |
| 3.           | Jumbo-Visma           | + 30' 40"    |              |
| 4.           | UAE Team Emirates     | + 51' 53"    |              |
| 5.           | AG2R Citroën Team     | + 1t 21' 30" |              |
| 6.           | Bora-Hansgrohe        | + 1t 25' 31" |              |
| 7.           | Astana Qazaqstan Team | + 1t 31' 44" |              |
| 8.           | Team Jayco AlUla      | + 1t 32' 51" |              |
| 9.           | Israel-Premier Tech   | + 1t 51' 54" |              |
| 10.          | EF Education-EasyPost | + 2t 18' 52" |              |

| Lagtävlingen | Lagtävlingen          | Lagtävlingen | Lagtävlingen |
| Lag          | Lag                   | Tid          |              |
| ------------ | --------------------- | ------------ | ------------ |
| 1.           | Bahrain Victorious    | 256t 21' 18" |              |
| 2.           | Ineos Grenadiers      | + 16' 22"    |              |
| 3.           | Jumbo-Visma           | + 30' 40"    |              |
| 4.           | UAE Team Emirates     | + 51' 53"    |              |
| 5.           | AG2R Citroën Team     | + 1t 21' 30" |              |
| 6.           | Bora-Hansgrohe        | + 1t 25' 31" |              |
| 7.           | Astana Qazaqstan Team | + 1t 31' 44" |              |
| 8.           | Team Jayco AlUla      | + 1t 32' 51" |              |
| 9.           | Israel-Premier Tech   | + 1t 51' 54" |              |
| 10.          | EF Education-EasyPost | + 2t 18' 52" |              |

## Startlista
| Soudal Quick-Step SOQ | Soudal Quick-Step SOQ                          | Soudal Quick-Step SOQ |
| --------------------- | ---------------------------------------------- | --------------------- |
| #                     | Cyklist                                        | Placering             |
| 1                     | Remco Evenepoel (BEL) (landsväg och tempolopp) | DNS-10                |
| 2                     | Davide Ballerini (ITA)                         | DNS-16                |
| 3                     | Mattia Cattaneo (ITA)                          | DNS-11                |
| 4                     | Josef Černý (CZE)                              | DNS-11                |
| 5                     | Jan Hirt (CZE)                                 | DNS-11                |
| 6                     | Pieter Serry (BEL)                             | 60.                   |
| 7                     | Ilan Van Wilder (BEL)                          | 12.                   |
| 8                     | Louis Vervaeke (BEL)                           | DNS-11                |

| AG2R Citroën Team ACT | AG2R Citroën Team ACT        | AG2R Citroën Team ACT |
| --------------------- | ---------------------------- | --------------------- |
| #                     | Cyklist                      | Placering             |
| 11                    | Aurélien Paret-Peintre (FRA) | 15.                   |
| 12                    | Alex Baudin (FRA)            | 73.                   |
| 13                    | Mikaël Cherel (FRA)          | DNF-12                |
| 14                    | Paul Lapeira (FRA)           | DNF-4                 |
| 15                    | Valentin Paret-Peintre (FRA) | 37.                   |
| 16                    | Nicolas Prodhomme (FRA)      | 23.                   |
| 17                    | Andrea Vendrame (ITA)        | DNS-11                |
| 18                    | Lawrence Warbasse (USA)      | 44.                   |

| Alpecin-Deceuninck ADC | Alpecin-Deceuninck ADC  | Alpecin-Deceuninck ADC |
| ---------------------- | ----------------------- | ---------------------- |
| #                      | Cyklist                 | Placering              |
| 21                     | Stefano Oldani (ITA)    | 45.                    |
| 22                     | Nicola Conci (ITA)      | DNS-7                  |
| 23                     | Kaden Groves (AUS)      | DNF-12                 |
| 24                     | Alexander Krieger (GER) | 121.                   |
| 25                     | Senne Leysen (BEL)      | 91.                    |
| 26                     | Oscar Riesebeek (NED)   | DNS-10                 |
| 27                     | Kristian Sbaragli (ITA) | 85.                    |
| 28                     | Ramon Sinkeldam (NED)   | DNS-5                  |

| Astana Qazaqstan Team AST | Astana Qazaqstan Team AST       | Astana Qazaqstan Team AST |
| ------------------------- | ------------------------------- | ------------------------- |
| #                         | Cyklist                         | Placering                 |
| 31                        | Mark Cavendish (GBR) (landsväg) | 120.                      |
| 32                        | Samuele Battistella (ITA)       | DNS-14                    |
| 33                        | Joe Dombrowski (USA)            | 59.                       |
| 34                        | Gianni Moscon (ITA)             | 107.                      |
| 35                        | Vadim Pronskiy (KAZ)            | 43.                       |
| 36                        | Luis León Sánchez (ESP)         | 24.                       |
| 37                        | Christian Scaroni (ITA)         | 58.                       |
| 38                        | Simone Velasco (ITA)            | 26.                       |

| Bahrain Victorious TBV | Bahrain Victorious TBV           | Bahrain Victorious TBV |
| ---------------------- | -------------------------------- | ---------------------- |
| #                      | Cyklist                          | Placering              |
| 41                     | Jack Haig (AUS)                  | 19.                    |
| 42                     | Yukiya Arashiro (JPN) (landsväg) | 123.                   |
| 43                     | Santiago Buitrago (COL)          | 13.                    |
| 44                     | Damiano Caruso (ITA)             | 4.                     |
| 45                     | Jonathan Milan (ITA)             | 103.                   |
| 46                     | Andrea Pasqualon (ITA)           | 65.                    |
| 47                     | Jasha Sütterlin (GER)            | 75.                    |
| 48                     | Edoardo Zambanini (ITA)          | 40.                    |

| Bora-Hansgrohe BOH | Bora-Hansgrohe BOH              | Bora-Hansgrohe BOH |
| ------------------ | ------------------------------- | ------------------ |
| #                  | Cyklist                         | Placering          |
| 51                 | Aleksandr Vlasov                | DNF-10             |
| 52                 | Giovanni Aleotti (ITA)          | DNS-7              |
| 53                 | Cesare Benedetti (POL)          | 102.               |
| 54                 | Nico Denz (GER)                 | 57.                |
| 55                 | Bob Jungels (LUX) (tempolopp)   | 39.                |
| 56                 | Lennard Kämna (GER) (tempolopp) | 9.                 |
| 57                 | Patrick Konrad (AUT)            | 20.                |
| 58                 | Anton Palzer (GER)              | 51.                |

| Cofidis COF | Cofidis COF              | Cofidis COF |
| ----------- | ------------------------ | ----------- |
| #           | Cyklist                  | Placering   |
| 61          | Simone Consonni (ITA)    | 111.        |
| 62          | François Bidard (FRA)    | 54.         |
| 63          | Davide Cimolai (ITA)     | DNS-9       |
| 64          | Thomas Champion (FRA)    | 66.         |
| 65          | Alexandre Delettre (FRA) | 89.         |
| 66          | Jonathan Lastra (ESP)    | 35.         |
| 67          | Rémy Rochas (FRA)        | DNS-5       |
| 68          | Hugo Toumire (FRA)       | 83.         |

| EF Education-EasyPost EFE | EF Education-EasyPost EFE          | EF Education-EasyPost EFE |
| ------------------------- | ---------------------------------- | ------------------------- |
| #                         | Cyklist                            | Placering                 |
| 71                        | Rigoberto Urán (COL)               | DNS-10                    |
| 72                        | Jonathan Caicedo (ECU) (tempolopp) | DNS-11                    |
| 73                        | Hugh Carthy (GBR)                  | DNS-19                    |
| 74                        | Jefferson Alexander Cepeda (ECU)   | 53.                       |
| 75                        | Stefan de Bod (RSA) (tempolopp)    | DNS-14                    |
| 76                        | Ben Healy (IRL) (tempolopp)        | 55.                       |
| 77                        | Alberto Bettiol (ITA)              | 48.                       |
| 78                        | Magnus Cort (DEN)                  | 62.                       |

| Eolo-Kometa EOK | Eolo-Kometa EOK               | Eolo-Kometa EOK |
| --------------- | ----------------------------- | --------------- |
| #               | Cyklist                       | Placering       |
| 81              | Vincenzo Albanese (ITA)       | 70.             |
| 82              | Davide Bais (ITA)             | 81.             |
| 83              | Mattia Bais (ITA)             | 47.             |
| 84              | Erik Fetter (HUN) (tempolopp) | DNF-10          |
| 85              | Lorenzo Fortunato (ITA)       | 21.             |
| 86              | Francesco Gavazzi (ITA)       | 67.             |
| 87              | Mirco Maestri (ITA)           | 78.             |
| 88              | Diego Sevilla (ESP)           | 96.             |

| Green Project-Bardiani CSF-Faizanè BCF | Green Project-Bardiani CSF-Faizanè BCF | Green Project-Bardiani CSF-Faizanè BCF |
| -------------------------------------- | -------------------------------------- | -------------------------------------- |
| #                                      | Cyklist                                | Placering                              |
| 91                                     | Filippo Fiorelli (ITA)                 | 114.                                   |
| 92                                     | Luca Covili (ITA)                      | DNS-18                                 |
| 93                                     | Davide Gabburo (ITA)                   | 64.                                    |
| 94                                     | Filippo Magli (ITA)                    | 106.                                   |
| 95                                     | Martin Marcellusi (ITA)                | 99.                                    |
| 96                                     | Henok Mulubrhan (ERI) (landsväg)       | 87.                                    |
| 97                                     | Alessandro Tonelli (ITA)               | 42.                                    |
| 98                                     | Samuele Zoccarato (ITA)                | DNF-8                                  |

| Groupama-FDJ GFC | Groupama-FDJ GFC                 | Groupama-FDJ GFC |
| ---------------- | -------------------------------- | ---------------- |
| #                | Cyklist                          | Placering        |
| 101              | Thibaut Pinot (FRA)              | 5.               |
| 102              | Bruno Armirail (FRA) (tempolopp) | 16.              |
| 103              | Ignatas Konovalovas (LTU)        | 105.             |
| 104              | Stefan Küng (SUI)                | DNS-10           |
| 105              | Fabian Lienhard (SUI)            | 113.             |
| 106              | Rudy Molard (FRA)                | 69.              |
| 107              | Jake Stewart (GBR)               | 92.              |
| 109              | Lars van den Berg (NED)          | DNS-8            |

| Ineos Grenadiers IGD | Ineos Grenadiers IGD            | Ineos Grenadiers IGD |
| -------------------- | ------------------------------- | -------------------- |
| #                    | Cyklist                         | Placering            |
| 111                  | Tao Geoghegan Hart (GBR)        | DNF-11               |
| 112                  | Thymen Arensman (NED)           | 6.                   |
| 113                  | Laurens De Plus (BEL)           | 10.                  |
| 114                  | Filippo Ganna (ITA) (tempolopp) | DNS-8                |
| 115                  | Salvatore Puccio (ITA)          | 72.                  |
| 116                  | Pavel Sivakov (FRA)             | DNF-16               |
| 117                  | Ben Swift (GBR)                 | 61.                  |
| 118                  | Geraint Thomas (GBR)            | 2.                   |

| Intermarché-Circus-Wanty ICW | Intermarché-Circus-Wanty ICW    | Intermarché-Circus-Wanty ICW |
| ---------------------------- | ------------------------------- | ---------------------------- |
| #                            | Cyklist                         | Placering                    |
| 121                          | Lorenzo Rota (ITA)              | 46.                          |
| 122                          | Niccolò Bonifazio (ITA)         | DNS-18                       |
| 123                          | Sven Erik Bystrøm (NOR)         | DNS-10                       |
| 124                          | Laurens Huys (BEL)              | 27.                          |
| 125                          | Arne Marit (BEL)                | 112.                         |
| 126                          | Simone Petilli (ITA)            | DNF-10                       |
| 127                          | Laurenz Rex (BEL)               | 88.                          |
| 128                          | Rein Taaramäe (EST) (tempolopp) | DNS-10                       |

| Israel-Premier Tech IPT | Israel-Premier Tech IPT     | Israel-Premier Tech IPT |
| ----------------------- | --------------------------- | ----------------------- |
| #                       | Cyklist                     | Placering               |
| 131                     | Domenico Pozzovivo (ITA)    | DNS-10                  |
| 132                     | Sebastian Berwick (AUS)     | 71.                     |
| 133                     | Simon Clarke (AUS)          | DNS-16                  |
| 134                     | Marco Frigo (ITA)           | 32.                     |
| 135                     | Derek Gee (CAN) (tempolopp) | 22.                     |
| 136                     | Matthew Riccitello (USA)    | 56.                     |
| 137                     | Mads Würtz Schmidt (DEN)    | DNS-10                  |
| 138                     | Stephen Williams (GBR)      | 93.                     |

| Jumbo-Visma TJV | Jumbo-Visma TJV       | Jumbo-Visma TJV |
| --------------- | --------------------- | --------------- |
| #               | Cyklist               | Placering       |
| 141             | Primož Roglič (SLO)   | 1.              |
| 142             | Edoardo Affini (ITA)  | 94.             |
| 143             | Koen Bouwman (NED)    | 25.             |
| 144             | Rohan Dennis (AUS)    | 41.             |
| 145             | Michel Hessmann (GER) | 33.             |
| 146             | Sepp Kuss (USA)       | 14.             |
| 147             | Thomas Gloag (GBR)    | 76.             |
| 148             | Sam Oomen (NED)       | 36.             |

| Movistar Team MOV | Movistar Team MOV           | Movistar Team MOV |
| ----------------- | --------------------------- | ----------------- |
| #                 | Cyklist                     | Placering         |
| 151               | Fernando Gaviria (COL)      | 118.              |
| 152               | William Barta (USA)         | 52.               |
| 153               | Max Kanter (GER)            | 110.              |
| 154               | Óscar Rodríguez (ESP)       | DNF-11            |
| 155               | José Joaquín Rojas (ESP)    | 79.               |
| 156               | Einer Rubio (COL)           | 11.               |
| 157               | Albert Torres Barceló (ESP) | 122.              |
| 158               | Carlos Verona (ESP)         | 49.               |

| Arkéa-Samsic ARK | Arkéa-Samsic ARK         | Arkéa-Samsic ARK |
| ---------------- | ------------------------ | ---------------- |
| #                | Cyklist                  | Placering        |
| 161              | Warren Barguil (FRA)     | 17.              |
| 162              | Maxime Bouet (FRA)       | 80.              |
| 163              | David Dekker (NED)       | DNF-8            |
| 164              | Thibault Guernalec (FRA) | 90.              |
| 165              | Michel Ries (LUX)        | 86.              |
| 166              | Alan Riou (FRA)          | 116.             |
| 167              | Clément Russo (FRA)      | DNS-6            |
| 168              | Alessandro Verre (ITA)   | DNF-14           |

| Team Corratec-Selle Italia COR | Team Corratec-Selle Italia COR | Team Corratec-Selle Italia COR |
| ------------------------------ | ------------------------------ | ------------------------------ |
| #                              | Cyklist                        | Placering                      |
| 171                            | Valerio Conti (ITA)            | DNS-5                          |
| 172                            | Nicolas Dalla Valle (ITA)      | 125.                           |
| 173                            | Stefano Gandin (ITA)           | DNS-11                         |
| 174                            | Alessandro Iacchi (ITA)        | 119.                           |
| 175                            | Alexander Konychev (ITA)       | 100.                           |
| 176                            | Charlie Quaterman (GBR)        | 115.                           |
| 177                            | Veljko Stojnić (SRB)           | 101.                           |
| 178                            | Karel Vacek (CZE)              | 84.                            |

| Team DSM DSM | Team DSM DSM                  | Team DSM DSM |
| ------------ | ----------------------------- | ------------ |
| #            | Cyklist                       | Placering    |
| 181          | Andreas Leknessund (NOR)      | 8.           |
| 182          | Alberto Dainese (ITA)         | 124.         |
| 183          | Jonas Iversby Hvideberg (NOR) | 117.         |
| 184          | Niklas Märkl (GER)            | 104.         |
| 185          | Marius Mayrhofer (GER)        | 74.          |
| 186          | Florian Stork (GER)           | DNF-8        |
| 187          | Martijn Tusveld (NED)         | DNF-10       |
| 188          | Harm Vanhoucke (BEL)          | DNF-12       |

| Team Jayco AlUla JAY | Team Jayco AlUla JAY          | Team Jayco AlUla JAY |
| -------------------- | ----------------------------- | -------------------- |
| #                    | Cyklist                       | Placering            |
| 191                  | Michael Matthews (AUS)        | 63.                  |
| 192                  | Alessandro De Marchi (ITA)    | 38.                  |
| 193                  | Edward Dunbar (IRL)           | 7.                   |
| 194                  | Michael Hepburn (AUS)         | 77.                  |
| 195                  | Lukas Pöstlberger (AUT)       | 95.                  |
| 196                  | Callum Scotson (AUS)          | DNS-10               |
| 197                  | Campbell Stewart (NZL)        | 108.                 |
| 198                  | Filippo Zana (ITA) (landsväg) | 18.                  |

| Trek-Segafredo TFS | Trek-Segafredo TFS              | Trek-Segafredo TFS |
| ------------------ | ------------------------------- | ------------------ |
| #                  | Cyklist                         | Placering          |
| 201                | Mads Pedersen (DEN)             | DNS-13             |
| 202                | Amanuel Gebrezgabihier (ERI)    | DNS-16             |
| 203                | Daan Hoole (NED)                | 109.               |
| 204                | Alex Kirsch (LUX)               | 97.                |
| 205                | Bauke Mollema (NED) (tempolopp) | 50.                |
| 206                | Toms Skujiņš (LAT) (tempolopp)  | 31.                |
| 207                | Natnael Tesfatsion (ERI)        | DNS-11             |
| 208                | Otto Vergaerde (BEL)            | 98.                |

| UAE Team Emirates UAD | UAE Team Emirates UAD         | UAE Team Emirates UAD |
| --------------------- | ----------------------------- | --------------------- |
| #                     | Cyklist                       | Placering             |
| 211                   | João Almeida (POR) (landsväg) | 3.                    |
| 212                   | Pascal Ackermann (GER)        | 82.                   |
| 213                   | Alessandro Covi (ITA)         | DNS-12                |
| 214                   | Davide Formolo (ITA)          | 30.                   |
| 215                   | Ryan Gibbons (RSA)            | 68.                   |
| 216                   | Brandon McNulty (USA)         | 29.                   |
| 217                   | Diego Ulissi (ITA)            | 28.                   |
| 218                   | Jay Vine (AUS) (tempolopp)    | 34.                   |

| Soudal Quick-Step SOQ | Soudal Quick-Step SOQ                          | Soudal Quick-Step SOQ |
| --------------------- | ---------------------------------------------- | --------------------- |
| #                     | Cyklist                                        | Placering             |
| 1                     | Remco Evenepoel (BEL) (landsväg och tempolopp) | DNS-10                |
| 2                     | Davide Ballerini (ITA)                         | DNS-16                |
| 3                     | Mattia Cattaneo (ITA)                          | DNS-11                |
| 4                     | Josef Černý (CZE)                              | DNS-11                |
| 5                     | Jan Hirt (CZE)                                 | DNS-11                |
| 6                     | Pieter Serry (BEL)                             | 60.                   |
| 7                     | Ilan Van Wilder (BEL)                          | 12.                   |
| 8                     | Louis Vervaeke (BEL)                           | DNS-11                |

| AG2R Citroën Team ACT | AG2R Citroën Team ACT        | AG2R Citroën Team ACT |
| --------------------- | ---------------------------- | --------------------- |
| #                     | Cyklist                      | Placering             |
| 11                    | Aurélien Paret-Peintre (FRA) | 15.                   |
| 12                    | Alex Baudin (FRA)            | 73.                   |
| 13                    | Mikaël Cherel (FRA)          | DNF-12                |
| 14                    | Paul Lapeira (FRA)           | DNF-4                 |
| 15                    | Valentin Paret-Peintre (FRA) | 37.                   |
| 16                    | Nicolas Prodhomme (FRA)      | 23.                   |
| 17                    | Andrea Vendrame (ITA)        | DNS-11                |
| 18                    | Lawrence Warbasse (USA)      | 44.                   |

| Alpecin-Deceuninck ADC | Alpecin-Deceuninck ADC  | Alpecin-Deceuninck ADC |
| ---------------------- | ----------------------- | ---------------------- |
| #                      | Cyklist                 | Placering              |
| 21                     | Stefano Oldani (ITA)    | 45.                    |
| 22                     | Nicola Conci (ITA)      | DNS-7                  |
| 23                     | Kaden Groves (AUS)      | DNF-12                 |
| 24                     | Alexander Krieger (GER) | 121.                   |
| 25                     | Senne Leysen (BEL)      | 91.                    |
| 26                     | Oscar Riesebeek (NED)   | DNS-10                 |
| 27                     | Kristian Sbaragli (ITA) | 85.                    |
| 28                     | Ramon Sinkeldam (NED)   | DNS-5                  |

| Astana Qazaqstan Team AST | Astana Qazaqstan Team AST       | Astana Qazaqstan Team AST |
| ------------------------- | ------------------------------- | ------------------------- |
| #                         | Cyklist                         | Placering                 |
| 31                        | Mark Cavendish (GBR) (landsväg) | 120.                      |
| 32                        | Samuele Battistella (ITA)       | DNS-14                    |
| 33                        | Joe Dombrowski (USA)            | 59.                       |
| 34                        | Gianni Moscon (ITA)             | 107.                      |
| 35                        | Vadim Pronskiy (KAZ)            | 43.                       |
| 36                        | Luis León Sánchez (ESP)         | 24.                       |
| 37                        | Christian Scaroni (ITA)         | 58.                       |
| 38                        | Simone Velasco (ITA)            | 26.                       |

| Bahrain Victorious TBV | Bahrain Victorious TBV           | Bahrain Victorious TBV |
| ---------------------- | -------------------------------- | ---------------------- |
| #                      | Cyklist                          | Placering              |
| 41                     | Jack Haig (AUS)                  | 19.                    |
| 42                     | Yukiya Arashiro (JPN) (landsväg) | 123.                   |
| 43                     | Santiago Buitrago (COL)          | 13.                    |
| 44                     | Damiano Caruso (ITA)             | 4.                     |
| 45                     | Jonathan Milan (ITA)             | 103.                   |
| 46                     | Andrea Pasqualon (ITA)           | 65.                    |
| 47                     | Jasha Sütterlin (GER)            | 75.                    |
| 48                     | Edoardo Zambanini (ITA)          | 40.                    |

| Bora-Hansgrohe BOH | Bora-Hansgrohe BOH              | Bora-Hansgrohe BOH |
| ------------------ | ------------------------------- | ------------------ |
| #                  | Cyklist                         | Placering          |
| 51                 | Aleksandr Vlasov                | DNF-10             |
| 52                 | Giovanni Aleotti (ITA)          | DNS-7              |
| 53                 | Cesare Benedetti (POL)          | 102.               |
| 54                 | Nico Denz (GER)                 | 57.                |
| 55                 | Bob Jungels (LUX) (tempolopp)   | 39.                |
| 56                 | Lennard Kämna (GER) (tempolopp) | 9.                 |
| 57                 | Patrick Konrad (AUT)            | 20.                |
| 58                 | Anton Palzer (GER)              | 51.                |

| Cofidis COF | Cofidis COF              | Cofidis COF |
| ----------- | ------------------------ | ----------- |
| #           | Cyklist                  | Placering   |
| 61          | Simone Consonni (ITA)    | 111.        |
| 62          | François Bidard (FRA)    | 54.         |
| 63          | Davide Cimolai (ITA)     | DNS-9       |
| 64          | Thomas Champion (FRA)    | 66.         |
| 65          | Alexandre Delettre (FRA) | 89.         |
| 66          | Jonathan Lastra (ESP)    | 35.         |
| 67          | Rémy Rochas (FRA)        | DNS-5       |
| 68          | Hugo Toumire (FRA)       | 83.         |

| EF Education-EasyPost EFE | EF Education-EasyPost EFE          | EF Education-EasyPost EFE |
| ------------------------- | ---------------------------------- | ------------------------- |
| #                         | Cyklist                            | Placering                 |
| 71                        | Rigoberto Urán (COL)               | DNS-10                    |
| 72                        | Jonathan Caicedo (ECU) (tempolopp) | DNS-11                    |
| 73                        | Hugh Carthy (GBR)                  | DNS-19                    |
| 74                        | Jefferson Alexander Cepeda (ECU)   | 53.                       |
| 75                        | Stefan de Bod (RSA) (tempolopp)    | DNS-14                    |
| 76                        | Ben Healy (IRL) (tempolopp)        | 55.                       |
| 77                        | Alberto Bettiol (ITA)              | 48.                       |
| 78                        | Magnus Cort (DEN)                  | 62.                       |

| Eolo-Kometa EOK | Eolo-Kometa EOK               | Eolo-Kometa EOK |
| --------------- | ----------------------------- | --------------- |
| #               | Cyklist                       | Placering       |
| 81              | Vincenzo Albanese (ITA)       | 70.             |
| 82              | Davide Bais (ITA)             | 81.             |
| 83              | Mattia Bais (ITA)             | 47.             |
| 84              | Erik Fetter (HUN) (tempolopp) | DNF-10          |
| 85              | Lorenzo Fortunato (ITA)       | 21.             |
| 86              | Francesco Gavazzi (ITA)       | 67.             |
| 87              | Mirco Maestri (ITA)           | 78.             |
| 88              | Diego Sevilla (ESP)           | 96.             |

| Green Project-Bardiani CSF-Faizanè BCF | Green Project-Bardiani CSF-Faizanè BCF | Green Project-Bardiani CSF-Faizanè BCF |
| -------------------------------------- | -------------------------------------- | -------------------------------------- |
| #                                      | Cyklist                                | Placering                              |
| 91                                     | Filippo Fiorelli (ITA)                 | 114.                                   |
| 92                                     | Luca Covili (ITA)                      | DNS-18                                 |
| 93                                     | Davide Gabburo (ITA)                   | 64.                                    |
| 94                                     | Filippo Magli (ITA)                    | 106.                                   |
| 95                                     | Martin Marcellusi (ITA)                | 99.                                    |
| 96                                     | Henok Mulubrhan (ERI) (landsväg)       | 87.                                    |
| 97                                     | Alessandro Tonelli (ITA)               | 42.                                    |
| 98                                     | Samuele Zoccarato (ITA)                | DNF-8                                  |

| Groupama-FDJ GFC | Groupama-FDJ GFC                 | Groupama-FDJ GFC |
| ---------------- | -------------------------------- | ---------------- |
| #                | Cyklist                          | Placering        |
| 101              | Thibaut Pinot (FRA)              | 5.               |
| 102              | Bruno Armirail (FRA) (tempolopp) | 16.              |
| 103              | Ignatas Konovalovas (LTU)        | 105.             |
| 104              | Stefan Küng (SUI)                | DNS-10           |
| 105              | Fabian Lienhard (SUI)            | 113.             |
| 106              | Rudy Molard (FRA)                | 69.              |
| 107              | Jake Stewart (GBR)               | 92.              |
| 109              | Lars van den Berg (NED)          | DNS-8            |

| Ineos Grenadiers IGD | Ineos Grenadiers IGD            | Ineos Grenadiers IGD |
| -------------------- | ------------------------------- | -------------------- |
| #                    | Cyklist                         | Placering            |
| 111                  | Tao Geoghegan Hart (GBR)        | DNF-11               |
| 112                  | Thymen Arensman (NED)           | 6.                   |
| 113                  | Laurens De Plus (BEL)           | 10.                  |
| 114                  | Filippo Ganna (ITA) (tempolopp) | DNS-8                |
| 115                  | Salvatore Puccio (ITA)          | 72.                  |
| 116                  | Pavel Sivakov (FRA)             | DNF-16               |
| 117                  | Ben Swift (GBR)                 | 61.                  |
| 118                  | Geraint Thomas (GBR)            | 2.                   |

| Intermarché-Circus-Wanty ICW | Intermarché-Circus-Wanty ICW    | Intermarché-Circus-Wanty ICW |
| ---------------------------- | ------------------------------- | ---------------------------- |
| #                            | Cyklist                         | Placering                    |
| 121                          | Lorenzo Rota (ITA)              | 46.                          |
| 122                          | Niccolò Bonifazio (ITA)         | DNS-18                       |
| 123                          | Sven Erik Bystrøm (NOR)         | DNS-10                       |
| 124                          | Laurens Huys (BEL)              | 27.                          |
| 125                          | Arne Marit (BEL)                | 112.                         |
| 126                          | Simone Petilli (ITA)            | DNF-10                       |
| 127                          | Laurenz Rex (BEL)               | 88.                          |
| 128                          | Rein Taaramäe (EST) (tempolopp) | DNS-10                       |

| Israel-Premier Tech IPT | Israel-Premier Tech IPT     | Israel-Premier Tech IPT |
| ----------------------- | --------------------------- | ----------------------- |
| #                       | Cyklist                     | Placering               |
| 131                     | Domenico Pozzovivo (ITA)    | DNS-10                  |
| 132                     | Sebastian Berwick (AUS)     | 71.                     |
| 133                     | Simon Clarke (AUS)          | DNS-16                  |
| 134                     | Marco Frigo (ITA)           | 32.                     |
| 135                     | Derek Gee (CAN) (tempolopp) | 22.                     |
| 136                     | Matthew Riccitello (USA)    | 56.                     |
| 137                     | Mads Würtz Schmidt (DEN)    | DNS-10                  |
| 138                     | Stephen Williams (GBR)      | 93.                     |

| Jumbo-Visma TJV | Jumbo-Visma TJV       | Jumbo-Visma TJV |
| --------------- | --------------------- | --------------- |
| #               | Cyklist               | Placering       |
| 141             | Primož Roglič (SLO)   | 1.              |
| 142             | Edoardo Affini (ITA)  | 94.             |
| 143             | Koen Bouwman (NED)    | 25.             |
| 144             | Rohan Dennis (AUS)    | 41.             |
| 145             | Michel Hessmann (GER) | 33.             |
| 146             | Sepp Kuss (USA)       | 14.             |
| 147             | Thomas Gloag (GBR)    | 76.             |
| 148             | Sam Oomen (NED)       | 36.             |

| Movistar Team MOV | Movistar Team MOV           | Movistar Team MOV |
| ----------------- | --------------------------- | ----------------- |
| #                 | Cyklist                     | Placering         |
| 151               | Fernando Gaviria (COL)      | 118.              |
| 152               | William Barta (USA)         | 52.               |
| 153               | Max Kanter (GER)            | 110.              |
| 154               | Óscar Rodríguez (ESP)       | DNF-11            |
| 155               | José Joaquín Rojas (ESP)    | 79.               |
| 156               | Einer Rubio (COL)           | 11.               |
| 157               | Albert Torres Barceló (ESP) | 122.              |
| 158               | Carlos Verona (ESP)         | 49.               |

| Arkéa-Samsic ARK | Arkéa-Samsic ARK         | Arkéa-Samsic ARK |
| ---------------- | ------------------------ | ---------------- |
| #                | Cyklist                  | Placering        |
| 161              | Warren Barguil (FRA)     | 17.              |
| 162              | Maxime Bouet (FRA)       | 80.              |
| 163              | David Dekker (NED)       | DNF-8            |
| 164              | Thibault Guernalec (FRA) | 90.              |
| 165              | Michel Ries (LUX)        | 86.              |
| 166              | Alan Riou (FRA)          | 116.             |
| 167              | Clément Russo (FRA)      | DNS-6            |
| 168              | Alessandro Verre (ITA)   | DNF-14           |

| Team Corratec-Selle Italia COR | Team Corratec-Selle Italia COR | Team Corratec-Selle Italia COR |
| ------------------------------ | ------------------------------ | ------------------------------ |
| #                              | Cyklist                        | Placering                      |
| 171                            | Valerio Conti (ITA)            | DNS-5                          |
| 172                            | Nicolas Dalla Valle (ITA)      | 125.                           |
| 173                            | Stefano Gandin (ITA)           | DNS-11                         |
| 174                            | Alessandro Iacchi (ITA)        | 119.                           |
| 175                            | Alexander Konychev (ITA)       | 100.                           |
| 176                            | Charlie Quaterman (GBR)        | 115.                           |
| 177                            | Veljko Stojnić (SRB)           | 101.                           |
| 178                            | Karel Vacek (CZE)              | 84.                            |

| Team DSM DSM | Team DSM DSM                  | Team DSM DSM |
| ------------ | ----------------------------- | ------------ |
| #            | Cyklist                       | Placering    |
| 181          | Andreas Leknessund (NOR)      | 8.           |
| 182          | Alberto Dainese (ITA)         | 124.         |
| 183          | Jonas Iversby Hvideberg (NOR) | 117.         |
| 184          | Niklas Märkl (GER)            | 104.         |
| 185          | Marius Mayrhofer (GER)        | 74.          |
| 186          | Florian Stork (GER)           | DNF-8        |
| 187          | Martijn Tusveld (NED)         | DNF-10       |
| 188          | Harm Vanhoucke (BEL)          | DNF-12       |

| Team Jayco AlUla JAY | Team Jayco AlUla JAY          | Team Jayco AlUla JAY |
| -------------------- | ----------------------------- | -------------------- |
| #                    | Cyklist                       | Placering            |
| 191                  | Michael Matthews (AUS)        | 63.                  |
| 192                  | Alessandro De Marchi (ITA)    | 38.                  |
| 193                  | Edward Dunbar (IRL)           | 7.                   |
| 194                  | Michael Hepburn (AUS)         | 77.                  |
| 195                  | Lukas Pöstlberger (AUT)       | 95.                  |
| 196                  | Callum Scotson (AUS)          | DNS-10               |
| 197                  | Campbell Stewart (NZL)        | 108.                 |
| 198                  | Filippo Zana (ITA) (landsväg) | 18.                  |

| Trek-Segafredo TFS | Trek-Segafredo TFS              | Trek-Segafredo TFS |
| ------------------ | ------------------------------- | ------------------ |
| #                  | Cyklist                         | Placering          |
| 201                | Mads Pedersen (DEN)             | DNS-13             |
| 202                | Amanuel Gebrezgabihier (ERI)    | DNS-16             |
| 203                | Daan Hoole (NED)                | 109.               |
| 204                | Alex Kirsch (LUX)               | 97.                |
| 205                | Bauke Mollema (NED) (tempolopp) | 50.                |
| 206                | Toms Skujiņš (LAT) (tempolopp)  | 31.                |
| 207                | Natnael Tesfatsion (ERI)        | DNS-11             |
| 208                | Otto Vergaerde (BEL)            | 98.                |

| UAE Team Emirates UAD | UAE Team Emirates UAD         | UAE Team Emirates UAD |
| --------------------- | ----------------------------- | --------------------- |
| #                     | Cyklist                       | Placering             |
| 211                   | João Almeida (POR) (landsväg) | 3.                    |
| 212                   | Pascal Ackermann (GER)        | 82.                   |
| 213                   | Alessandro Covi (ITA)         | DNS-12                |
| 214                   | Davide Formolo (ITA)          | 30.                   |
| 215                   | Ryan Gibbons (RSA)            | 68.                   |
| 216                   | Brandon McNulty (USA)         | 29.                   |
| 217                   | Diego Ulissi (ITA)            | 28.                   |
| 218                   | Jay Vine (AUS) (tempolopp)    | 34.                   |

Förklaringar
DNF = Fullföljde inte, OTL = Utanför tidsgränsen, DNS = Startade inte, DSQ = Diskvalificerad